# Cratere Titius
Titius è un cratere lunare di 68,42 km situato nella parte sud-occidentale della faccia nascosta della Luna.